# The Grinder
The Grinder est une série télévisée américaine en 22 épisodes de 22 minutes créée par Jarrad Paul et Andrew Mogel et diffusée entre le 29 septembre 2015 et le 10 mai 2016 sur le réseau Fox et en simultané sur Citytv au Canada.
En France, la série est disponible depuis le 20 septembre 2017 sur le service de vidéo à la demande Fox Play. Elle reste encore inédite dans tous les autres pays francophones.

## Synopsis
Acteur au chômage, Dean Sanderson quitte Hollywood et rentre dans sa ville natale. Il est persuadé que reprendre le cabinet d'avocat familial sera facile. Or sa seule expérience en tant qu'avocat s'avère être un rôle qu'il a joué sur le petit écran...

## Distribution

### Acteurs principaux
- Rob Lowe (VF : Anatole de Bodinat) : Dean Sanderson, Jr.
- Fred Savage (VF : Jérémy Prévost) : Stewart Sanderson
- Mary Elizabeth Ellis (VF : Marie-Laure Dougnac) : Debbie Sanderson
- William Devane (VF : Bernard Alane) : Dean Sanderson, Sr.
- Hana Hayes (VF : Leslie Lipkins) : Lizzie Sanderson
- Connor Kalopsis (VF : Charlotte Hennequin) : Ethan Sanderson
- Natalie Morales (VF : Anne-Charlotte Piau) : Claire Lacoste

### Acteurs récurrents et invités
- Steve Little (en) (VF : Pierre Tessier) : Todd
- John Owen Lowe (VF : Arnaud Laurent) : Joel Zadak (épisodes 1, 2, 5, 15 et 21)
- Odette Annable : Devin Stutz (épisodes 1, 17 et 20)
- Will Greenberg (VF : Fred Colas) : Hugh Rozz (épisodes 2, 3, 6, 11 et 12)
- Matt Hobby : Patt Landy (épisodes 2, 3, 6, 11 et 12)
- Nat Faxon : Lyle Gerhart (épisode 4)
- Emmanuelle Chriqui (VF : Françoise Escobar) : Addison Cross (épisodes 4 et 5)
- Christina Applegate : Gail Budnick, ex-petite amie de Dean (épisode 5)
- Carl Edwards : Deputy Strauss (épisode 7)
- Nathan Fielder (VF : Arnaud Laurent) : Officer Collins (épisode 7)
- Jason Alexander (VF : Gérard Darier) : Cliff Beamis (épisodes 8, 9, 17 et 18)
- Timothy Olyphant (VF : Damien Boisseau) : lui-même / Rake Grinder (épisodes 8 à 10 et 13)
- Arielle Kebbel : Avery Banks / Gabrielle (épisodes 8 et 9)
- Jimmy Kimmel (VF : Charles Borg) : lui-même (épisode 10)
- Richard Schiff (VF : Tugdual Rio) : Gordon Stutz (épisodes 11 et 12)
- Efren Ramirez (VF : Arnaud Laurent) : Andre (épisode 11)
- Tony Sirico : Sebastian Cole (épisode 13)
- Maya Rudolph (VF : Stéphanie Lafforgue) : Jillian, thérapeute de Stewart (épisodes 14 à 17)
- Colton Haynes (VF : Arnaud Laurent) (VF : Fred Colas) : Luke Grinder (épisodes 14 et 21)
- Jim Rash (VF : Tugdual Rio) : Bill Foosley (épisode 14)
- Jenna Fischer : Kelly (épisode 18)
- Chris Klein : Benji (épisode 18)
- Kenneth Lucas : Cory Manler (épisode 16, 18 et 21)
- Dennis Haysbert (VF : Nicolas Justamon) : Special Agent (épisode 16)
- Caroline Rhea : Fran (épisode 18)
- Anne Archer (VF : Colette Marie) : Lenore Sanderson-Grant, mère de Stew et Dean (épisode 20)
- Chloe Bridges : Calista (épisode 20)

- Version française
  - Société de doublage : Nice Fellow[3]
  - Direction artistique : Annabelle Roux[3]

 Source et légende : version française (VF) sur RS Doublage

## Production

### Développement
En octobre 2014, Fox acquiert le projet de série, de Andrew Mogel, Jarrad Paul et Nick Stoller, en s’engageant à produire un pilote. Ensuite le 12 février 2015, Fox passe la commande du pilote, avec Rob Lowe en tête d'affiche,.
Le 7 mai 2015, le réseau Fox annonce officiellement la commande du projet de série,.
Le 11 mai 2015, lors des Upfronts, Fox annonce la diffusion de la série à l'automne 2015,.
Le 27 octobre 2015, Fox annonce la commande de neuf épisodes supplémentaires pour la première saison ce qui la porte à 22 épisodes au total.
Le 12 mai 2016, la série est annulée.

### Casting
Les rôles ont été attribués dans cet ordre : Rob Lowe, Fred Savage, Mary Elizabeth Ellis, William Devane, Natalie Morales et Hana Hayes.
Parmi les invités, figurent notamment Nat Faxon, Christina Applegate, Emmanuelle Chriqui, Jason Alexander, Timothy Olyphant, Carl Edwards, Nathan Fielder, Efren Ramirez, Richard Schiff, Tony Sirico, Maya Rudolph, Jimmy Kimmel, Colton Haynes, Dennis Haysbert et Jim Rash, Jenna Fischer et Chris Klein, Caroline Rhea et Anne Archer.

## Épisodes
1. Dernier épisode (Pilot)
2. Impossible n'est pas Grinder (A Hero Has Fallen)
3. L'étrange disparition de M. Donovan (The Curious Disappearance of Mr. Donovan)
4. Le vrai Dean (Little Mitchard No More)
5. L'amour par procuration (A Bittersweet Grind (Une Mouture Amer))
6. Les hommes de l'ombre (Dedicating This One to the Crew)
7. Un homme ordinaire (Buckingham Malice)
8. Tomber la chemise (Giving Thanks, Getting Justice)
9. Le contrat de Caruso (Grinder Rests in Peace)
10. Titre français inconnu (The Olyphant in the Room)
11. Titre français inconnu (Exodus (Part 1))
12. Titre français inconnu (Blood is Thicker than Justice)
13. Titre français inconnu (Grinder vs. Grinder)
14. Titre français inconnu (The Retooling of Dean Sanderson)
15. Titre français inconnu (The Ties That Grind)
16. Titre français inconnu (Delusions of Grinder)
17. Titre français inconnu (From the Ashes)
18. Titre français inconnu (Genesis)
19. Titre français inconnu (A System on Trial)
20. Titre français inconnu (For the People)
21. Titre français inconnu (Divergence)
22. Titre français inconnu (Full Circle)

## Accueil

### Réception critique
La première saison est accueillie de façon favorable par la critique. L'agrégateur de critiques Metacritic lui accorde une note de 71 sur 100, basée sur la moyenne de 23 critiques.
Sur le site Rotten Tomatoes, elle obtient une note moyenne de 93 %, sur la base de 57 critiques.

### Audiences

#### Aux États-Unis
L'épisode pilote, diffusé le 29 septembre 2015, a réalisé une audience de 4,982 millions de téléspectateurs avec un taux de 1,52 % sur les 18-49 ans lors de sa première diffusion. L'audience cumulée des sept premiers jours est de 7,161 millions de téléspectateurs.
La première saison a réalisée une audience moyenne de 2,239 millions de téléspectateurs avec un taux de 0,77 % sur les 18-49 ans lors de la première diffusion de chaque épisode (au 21 avril 2016).